# Société européenne de neurogastroentérologie et de motilité
La Société européenne de neurogastroentérologie et de motilité (ESNM) est une organisation médicale à but non lucratif fondée en 1982. L'ESNM compte plus de 3 100 membres européens impliqués dans l'étude des neurosciences et de la physiopathologie de la fonction gastro-intestinale, et plus généralement dans le développement de la neurogastroentérologie. 
L'ESNM est membre de United European Gastroenterology une plus grande organisation de sociétés médicales européennes s'occupant de gastroentérologie et de maladies digestives. 

## Présentation

### L'historique
La Société européenne de neurogastroentérologie et de motilité a été fondée en 1982 à Louvain, en Belgique par Gaston Vantrappen, Martin Wienbeck, David Wingate et d'autres scientifiques. 
En 2004, l'association comptait 350 membres. Quatre ans plus tard, l'effectif comptait 1 000 participants venant de 11 pays différents,. En 2017, l'ESNM compte plus de 3 100 personnes du monde entier.

### Mission
La mission de l'ESNM est de: 
- améliorer et promouvoir une meilleure compréhension des maladies digestives auprès du public et des experts médicaux
- éduquer les jeunes médecins
- développer l'échange de connaissances scientifiques et médicales entre spécialistes du domaine de la neurogastroentérologie
- améliorer les normes de soins en Europe
- encourager la recherche

### Structure
La structure organisationnelle de l'ESNM se compose de: 
- Comité d'organisation
- Assemblée générale
- Auditeurs

#### Comité d'organisation
Les membres du comité directeur pour 2016 sont: 
- Président : Giovanni Barbara (Bologne, Italie)[8]
- Trésorier : Paul Enck (Tübingen, Allemagne)

Les membres du comité directeur sont : 
- Fernando Azpiroz (Barcelone, Espagne), ancien président de l'ESNM (2002-2013)[9] et actuellement président de la section microbiote intestinal et santé de l'ESNM
- Jan Tack (Louvain, Belgique)
- André Smout (Amsterdam, Pays-Bas)[10]
- Serhat Bor (Izmir,Turquie )[11]
- Roberto De Giorgio (Bologne, Italie)
- Luis Novais (Carnaxide, Portugal)[12]
- Sabine Roman (Lyon, France)
- Ram Dickman (Petah Tikva, Israël)
- Adam Farmer (Londres, Royaume Uni)
- Beate Niesler (Heidelberg, Allemagne)[13]
- Asbjorn Mohr Drewes (Aalborg, Danemark)
- Jordi Serra (Barcelone, Espagne)
- Alexander Trukhmanov (Moscou, Russie)
- Vasile Drug (Iasi, Roumanie)
- Daniel Pohl (Zürich, Suisse)
- Niall Hyland (Cork, Irlande)[14]

#### Membres
L'ESNM comprend actuellement[Quand ?] plus de 3 100 membres individuels et 16 sociétés affiliées ainsi que la section Gut Microbiota & Health. 

#### Sociétés et groupes nationaux affiliés
Ces groupes nationaux et groupes d'intérêts sont: 
- Réseau belge sur les mécanismes de régulation gastro-intestinaux[17] (GIREM)
- Société britannique de gastroentérologie, section de neurogastroentérologie
- Société néerlandaise de gastroentérologie, section de la motilité
- Club Français de gastro-entérologie Motilité (GFNG)
- Société allemande de neurogastroentérologie et de motilité (DGNM)
- Section du microbiote intestinal et de la santé (GM&H)
- Groupe israélien de neurogastroentérologie
- Groupe italien pour l'étude de la motilité gastro-intestinale (GISMAD)
- Groupe de neurogastroentérologie et de motilité polonais
- Noyau portugais de neurogastroentérologie et de motilité digestive
- Société roumaine de neurogastroentérologie
- Groupe russe de neurogastroentérologie et de motilité (RGNM)
- Association scandinave de neurogastroentérologie et de motilité (SAGIM)
- Groupe espagnol de motilité digestive (GEMD)
- Groupe d'étude turc sur la neurogastroentérologie et la motilité
- Société irlandaise de gastroentérologie (section Neurogastroenterology and Motility)
- Réseau Suisse Neurogastro-Motility

## Activités
Pour atteindre ses objectifs, l'ESNM: 
- organise des événements tels que des congrès scientifiques et des symposiums
- publie le journal "Neurogastroenterology and Motility"[18]
- promouvoir l'échange de connaissances en neurogastroentérologie
- soutenir les patients dans le domaine de la physiopathologie gastro-intestinale

L'ESNM sponsorise et soutient également des programmes éducatifs dans le domaine de la neurogastroentérologie. 

### Congrès et événements

#### Réunion conjointe internationale de neurogastroentérologie et de motilité
En 2005, la Société américaine de neurogastroentérologie et de motilité (ANMS) et la Société européenne de neurogastroentérologie et de motilité ont décidé d'organiser des réunions conjointes internationales de neurogastroentérologie et de motilité. 
| Rendez-vous amoureux | Endroit             | un événement |
| -------------------- | ------------------- | --- |
| 14-19 septembre 2006 | Boston, États-Unis  | 1ère réunion internationale conjointe de l'ESNM, des sociétés américaines de neurogastroentérologie (ANMS), du groupe de recherche sur le cerveau et les fonctions intestinales et du groupe international de neurogastroentérologie et de motilité Parmi les sujets abordés dans les conférences figuraient: les méthodologies de recherche sur les soins de santé, la régulation de l'appétit et de l'obésité et les troubles de la motilité gastro-intestinale chez les enfants. Les ateliers ont abordé des sujets tels que le rôle de la sérotonine, la neuroimagerie et les effets placebo.                                                 |
| 6-9 novembre 2008    | Lucerne, Suisse     | 2e réunion internationale conjointe de neurogastroentérologie et de motilité. |
| 26-30 août 2009      | Chicago, États-Unis | Troisième réunion internationale conjointe de neurogastroentérologie et de motilité. Cet événement visait à améliorer la compréhension de la microflore intestinale, de nouveaux diagnostics, du système nerveux entérique et des troubles de la motilité de l'œsophage. |
| 26-29 août 2010      | Boston, États-Unis  | 4ème réunion internationale conjointe de neurogastroentérologie et de motilité. Au cours de ces journées, les candidats ont discuté des mécanismes, du diagnostic médical, du traitement, des interactions cerveau-intestin, des aspects psychologiques de la neurogastroentérologie et des troubles de la motilité,. |
| 6-8 septembre 2012   | Bologne, Italie     | 5ème réunion internationale conjointe de neurogastroentérologie et de motilité. Le but était de réunir des experts et des chercheurs en neurogastroentérologie et en maladies digestives. Cet événement a également offert diverses conférences et conférences conçues pour attirer les médecins et les professionnels de la santé intéressés à se tenir au courant des développements dans les domaines. Les sujets abordés comprenaient les dernières avancées scientifiques, les nouvelles technologies, les mécanismes de stress et de douleur, ainsi que les facteurs qui influent sur la flore intestinale et les troubles de la digestion. |

#### Réunion de la fédération de neurogastroentérologie et de motilité
Le congrès de la fédération de neurogastroentérologie et de motilité (FNM) est le suiveur de la réunion conjointe internationale de neurogastroentérologie et de motilité. Il se tient tous les deux ans et est organisé conjointement par les membres à part entière de la fédération internationale commune: ANMS (Société américaine de neurogastroentérologie et de motilité), l'ESNM (Société européenne de neurogastroentérologie et de motilité) et l'ANMA (Association asiatique de neurogastroentérologie et de motilité). Les membres associés et présents dans le comité scientifique sont le SLNG (La Sociedad Latinoamericana de Neurogastroenterologia) et l'ANGMA (Association de neurogastroentérologie et de motilité de l'Australasie). 
La 1ère réunion de la Fédération de neurogastroentérologie et de motilité s'est tenue à Guangzhou, en Chine, en 2014. Elle a été organisée par la Société chinoise de la motilité gastro-intestinale. 
La deuxième réunion de la FNM a eu lieu à San Francisco, en Californie, du 26 au 28 août 2016. 
L'ENSM a accueilli la 3e réunion de la FNM à Amsterdam, aux Pays-Bas, du 29 août au 1er septembre 2018

#### Réunions de neurogastroentérologie - NeuroGASTRO
ESNM lance une nouvelle série de réunions de neurogastroentérologie en Europe tous les deux ans, en alternance avec les réunions internationales conjointes. Les réunions NeuroGASTRO rassemblent des experts et de jeunes chercheurs émergents impliqués dans la neurogastroentérologie, la motilité digestive et les maladies gastro-intestinales fonctionnelles en Europe et dans le monde entier. La première édition de NeuroGASTRO s'est tenue à Istanbul, en Turquie, en 2015. Le programme préparé par le comité scientifique comprenait les sujets suivants: 
- facteurs moléculaires et environnementaux influençant les composants neuromusculaires et autres de la paroi de l'intestin
- mécanismes de stress des troubles gastro-intestinaux fonctionnels et de la motilité
- mécanismes de la douleur, détection des nutriments / microbiomes et fonction
- aspects épidémiologiques, physiopathologiques et cliniques des troubles oesophago-gastro-intestinaux fonctionnels
- nouvelles technologies pour l'évaluation de la motilité et de la perception œsophago-gastro-intestinale
- lacunes et promesses des thérapies actuelles et futures.

La réunion NeuroGASTRO a eu lieu à Cork, en Irlande, du 24 au 26 août 2017. 

### Journal Neurogastroenterology and Motility
Neurogastroenterology and Motility est une revue médicale bimestrielle à comité de lecture couvrant la neurogastroentérologie et la motilité gastro-intestinale.  C'est le journal officiel de l'ESNM et de la Société américaine de neurogastroentérologie et de motilité (ANMS). 
Elle édite des observations cliniques, des résumés de congrès et de conférences, des comptes rendus de réunion et des critiques de livres et d'articles. La revue publie des articles de scientifiques du monde entier travaillant dans les domaines de la motilité gastro-intestinale, de la recherche clinique et des traitements. 
Neurogastroenterology and Motility est publiée par Wiley-Blackwell. 
Les scientifiques peuvent soumettre leurs articles à la revue. Elle accepte ou refuse le papier après un processus éditorial et d'évaluation par les pairs. 
Selon l'éditeur, ce processus est indépendant des sociétés affiliées à la revue. Ni l'ESNM, l'ANMS, le FBG ni Wiley-Blackwell n'ont de pouvoir décisionnel éditorial. 
En 2016, les rédacteurs en chef sont les Drs. Gianrico Farrugia, Magnus Simren et Gary Mawe.

## Section microbiote intestinal et  santé
En 2011, l'ESNM a lancé la section Microbiote intestinal et santé
Il a été mis en place pour sensibiliser et faire mieux comprendre les liens entre le microbiote intestinal et la santé humaine, pour élargir les connaissances et accroître l'intérêt pour la flore intestinale

### Conseil d'administration
En 2012, le professeur Fernando Azpiroz était président de la section microbiote intestinal et santé de l'ESNM
En 2016, le bureau de la section Gut Microbiota & Health est composé de: Fernando Azpiroz, président (Espagne), Qasim Aziz (Royaume-Uni), Joël Doré (France), Paul Enck (Allemagne), Francesco Guarner (Espagne), Magnus Simrén ( Suède), Giovanni Barbara (Italie), S. Murch (Royaume-Uni), H. Sokol (France), M. Trauner (Autriche). 
La section Microbiote intestinal et santé est ouverte à tout professionnel impliqué dans le domaine du microbiote intestinal

### Activités
Cette section vise à: fournir un forum sur les nouvelles découvertes concernant le microbiote intestinal et la santé, stimuler et encourager la recherche, partager des nouvelles et des informations sur des sujets liés au microbiote intestinal, fournir des activités scientifiques et éducatives pour diffuser largement les connaissances dans ce domaine. 

#### Site Web sur le microbiote intestinal pour la santé
La section Microbiote intestinal et santé a lancé un site Web sur le microbiote intestinal en 2012,. Gut Microbiota for Health est une plateforme en ligne destinée aux experts et au grand public. Une section, intitulée "Recherche et pratique du microbiote intestinal", est destinée aux professionnels (chercheurs, médecins, docteurs...), l'autre « Gut Microbiota News Watch » est destinée à un public plus large. 

##### Recherche et pratique sur le microbiote intestinal
La section Recherche et pratique sur le microbiote intestinal s'adresse aux chercheurs, scientifiques et professionnels de la santé. Il contient des articles et des comptes rendus, des résumés de congrès et d'événements, ainsi que des discussions sur les découvertes récentes concernant le système digestif humain, le système immunitaire, les conditions métaboliques et l'axe intestin-cerveau... Grâce à un forum Internet, cette section permet à des scientifiques du monde entier de débattre et de discuter des questions relatives au microbiote intestinal. Les chercheurs sont également autorisés à envoyer et soumettre leurs articles scientifiques. 
Cette section regroupe 900 membres en ligne, comprenant des scientifiques, des cliniciens, des journalistes et des représentants d'institutions... Il rassemble également 1.800 abonnés Twitter, 1.800 membres LinkedIn et 2.500 abonnés à la newsletter partageant un intérêt commun pour le microbiote intestinal. 

##### Gut Microbiota News Watch
L'autre section du site Web Gut Microbiota For Health est destinée à un public plus large. Il s'appelle "Gut Microbiota News Watch" et rassemble les informations les plus récentes sur le microbiote intestinal. L'objectif est de diffuser l'information aux médias et au public. 
Gut Microbiota News Watch se consacre à la promotion et à la diffusion d'informations sur le microbiote intestinal aux médias et au public. Il offre des informations faciles à comprendre sur le microbiote intestinal, son rôle clé dans le corps humain, son importance pour la santé et son rôle dans les fonctions vitales. 
Ce site Web est également connecté à des médias sociaux tels que Facebook et Twitter, afin de créer une communauté sensible au microbiote intestinal. 

#### Sommet mondial sur le microbiote intestinal pour la santé
La section Microbiote d'intestin et santé de l'ESNM organise le Sommet mondial annuel du microbiote d'intestin pour la santé. L'objectif est de réunir des experts internationaux du microbiote intestinal et de les tenir au courant au moyen de conférences et d'ateliers sur les dernières avancées en matière de recherche sur le microbiote intestinal. 
Il est organisé par la section Gut Microbiota & Health et l'American Gastroenterological Association (AGA) avec le soutien du groupe Danone. 
Le premier sommet a eu lieu à Evian-les-Bains, en France, en 2012. Plus de 200 spécialistes de 30 pays différents ont participé à cet événement. 
Le deuxième Sommet mondial sur le microbiote intestinal pour la santé s'est tenu à Madrid, en Espagne, un an plus tard
Le 3e Sommet mondial sur le microbiote d'intestin pour la santé s'est tenu à Miami, États-Unis, en 2014. Parmi les sujets traités: De quelle manière le microbiote intestinal influence-t-il les troubles fonctionnels de l'intestin? Comment le microbiote intestinal est-il impliqué dans le développement du syndrome métabolique? Le régime alimentaire et les probiotiques peuvent-ils avoir un effet positif sur la santé mentale? 
Le 4ème sommet a eu lieu à Barcelone, en Espagne.  Depuis 2015, l'Organisation européenne Crohn et  Colite et la Société européenne de gastroentérologie pédiatrique Hépatologie et nutrition ont rejoint le sommet en tant que partenaires
Le 5ème Sommet mondial s'est tenu à Miami, en Floride, en 2016. Au cours de cet événement, les scientifiques ont discuté de sujets allant de l'impact du changement de régime alimentaire sur le microbiote intestinal aux pré et probiotiques, y compris les greffes de microbiote fécal... 

#### D'autres activités
La section Microbiote intestinal et santé publie des articles scientifiques sur la flore intestinale. Son premier article a été publié dans la revue Neurogastroenterology and Motility en 2013. Son thème était: "Microbiote intestinal et santé gastro-intestinale: concepts actuels et orientations futures".